# Parafia św. Józefa w Siedlcach
Parafia św. Józefa w Siedlcach – rzymskokatolicka parafia w Siedlcach. Parafia należy do dekanatu siedleckiego leżącego w diecezji siedleckiej.

## Historia
Parafia erygowana została w roku 1984. Sama świątynia jest murowana; wybudował ją w latach 1989 - 1992 ks. Leon Balicki w stylu współczesnego budownictwa kościelnego.

## Terytorium parafii
- Ulice: Bema, Bolesława Chrobrego, Batorego, Broniewskiego, Dolna, Graniczna, Góreckiego, Jagiellońska, Jagiełły, Karowa, Konopnickiej, Łąkowa, Mieszka I, Mireckiego, Okrzei, Wincentego Pola, Północna, Rejtana, Sierakowskiego, Słowackiego, Sokołowska, Strzalińska, Tuwima, Żeromskiego.
- Miejscowości Purzec (190-5 km), Strzała i kol. (600-1 km), Żytnia (100-3 km),